# Microstylum difficile
Microstylum difficile là một loài ruồi trong họ Asilidae. Microstylum difficile được Wiedemann miêu tả năm 1828. Loài này phân bố ở vùng nhiệt đới châu Phi.